# Banjul
Banjul (tên cũ là Bathurst), tên chính thức là thành phố Banjul, là thủ đô của Gambia, nằm bên trong đơn vị hành chính có cùng tên.
Dân số thành phố là 34.828 người, còn dân số của Vùng đại đô thị Banjul, bao gồm cả Thành phố Banjul và hội đồng thành phố Kanifing là 357.238 người (điều tra năm 2003).
Thành phố này nằm ở đảo St Mary (đảo Banjul) ven Đại Tây Dương.
Năm 1816, người Anh lập ra Banjul để làm tiền đồn thương mại và làm căn cứ để ngăn chặn buôn bán nô lệ. Ban đầu thành phố được đặt tên là Bathurst theo tên của Henry Bathurst, thư ký của văn phòng thuộc địa Anh nhưng lại được đổi tên thành Banjul năm 1973.
Ngày 22 tháng 7 năm 1994, Banjul là nơi diễn ra cuộc đảo chính quân sự không đổ máu và tổng thống Dawda Jawara bị lật đổ và thay bằng Yahya Jammeh, đương kim tổng thống hiện nay.

## Khí hậu
Banjul có khí hậu xavan (phân loại khí hậu Köppen Aw).
| Dữ liệu khí hậu của Banjul          | Dữ liệu khí hậu của Banjul | Dữ liệu khí hậu của Banjul | Dữ liệu khí hậu của Banjul | Dữ liệu khí hậu của Banjul | Dữ liệu khí hậu của Banjul | Dữ liệu khí hậu của Banjul | Dữ liệu khí hậu của Banjul | Dữ liệu khí hậu của Banjul | Dữ liệu khí hậu của Banjul | Dữ liệu khí hậu của Banjul | Dữ liệu khí hậu của Banjul | Dữ liệu khí hậu của Banjul | Dữ liệu khí hậu của Banjul |
| Tháng                               | 1                          | 2                          | 3                          | 4                          | 5                          | 6                          | 7                          | 8                          | 9                          | 10                         | 11                         | 12                         | Năm                        |
| ----------------------------------- | -------------------------- | -------------------------- | -------------------------- | -------------------------- | -------------------------- | -------------------------- | -------------------------- | -------------------------- | -------------------------- | -------------------------- | -------------------------- | -------------------------- | -------------------------- |
| Cao kỉ lục °C (°F)                  | 37.2 (99.0)                | 38.9 (102.0)               | 40.6 (105.1)               | 41.1 (106.0)               | 41.1 (106.0)               | 37.8 (100.0)               | 33.9 (93.0)                | 33.3 (91.9)                | 34.4 (93.9)                | 37.2 (99.0)                | 35.6 (96.1)                | 35.6 (96.1)                | 41.1 (106.0)               |
| Trung bình ngày tối đa °C (°F)      | 31.7 (89.1)                | 33.5 (92.3)                | 33.9 (93.0)                | 33.0 (91.4)                | 31.9 (89.4)                | 31.9 (89.4)                | 30.8 (87.4)                | 30.2 (86.4)                | 31.0 (87.8)                | 31.8 (89.2)                | 32.7 (90.9)                | 31.9 (89.4)                | 32.0 (89.6)                |
| Tối thiểu trung bình ngày °C (°F)   | 15.7 (60.3)                | 16.6 (61.9)                | 17.9 (64.2)                | 18.8 (65.8)                | 20.3 (68.5)                | 22.9 (73.2)                | 23.6 (74.5)                | 23.3 (73.9)                | 22.6 (72.7)                | 22.2 (72.0)                | 18.8 (65.8)                | 16.2 (61.2)                | 19.9 (67.8)                |
| Thấp kỉ lục °C (°F)                 | 7.2 (45.0)                 | 10.0 (50.0)                | 11.7 (53.1)                | 12.2 (54.0)                | 13.9 (57.0)                | 18.3 (64.9)                | 20.0 (68.0)                | 20.0 (68.0)                | 17.2 (63.0)                | 16.1 (61.0)                | 12.2 (54.0)                | 8.9 (48.0)                 | 7.2 (45.0)                 |
| Lượng mưa trung bình mm (inches)    | 0.5 (0.02)                 | 0.0 (0.0)                  | 0.0 (0.0)                  | 0.0 (0.0)                  | 1.3 (0.05)                 | 62.7 (2.47)                | 232.4 (9.15)               | 346.8 (13.65)              | 255.1 (10.04)              | 75.8 (2.98)                | 1.6 (0.06)                 | 0.7 (0.03)                 | 976.9 (38.46)              |
| Số ngày mưa trung bình              | 0                          | 0                          | 0                          | 0                          | 0                          | 5                          | 14                         | 19                         | 16                         | 6                          | 0                          | 0                          | 60                         |
| Độ ẩm tương đối trung bình (%)      | 47                         | 47                         | 50                         | 58                         | 67                         | 73                         | 81                         | 85                         | 84                         | 80                         | 69                         | 55                         | 67                         |
| Số giờ nắng trung bình tháng        | 207.7                      | 237.3                      | 266.6                      | 252.0                      | 229.4                      | 201.0                      | 182.9                      | 189.1                      | 183.0                      | 217.0                      | 246.0                      | 210.8                      | 2.622,8                    |
| Số giờ nắng trung bình ngày         | 6.7                        | 8.4                        | 8.6                        | 8.4                        | 7.4                        | 6.7                        | 5.9                        | 6.1                        | 6.1                        | 7.0                        | 8.2                        | 6.8                        | 7.2                        |
| Nguồn 1: Tổ chức Khí tượng Thế giới |                            |                            |                            |                            |                            |                            |                            |                            |                            |                            |                            |                            |                            |
| Nguồn 2: Deutscher Wetterdienst     |                            |                            |                            |                            |                            |                            |                            |                            |                            |                            |                            |                            |                            |